# Autorama

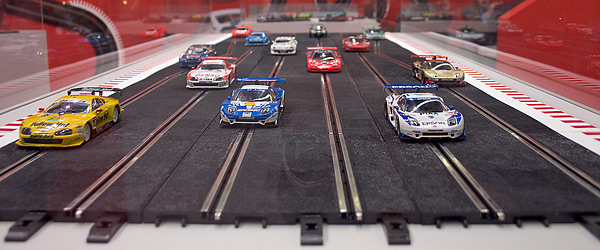
Autorama

Autorama ou Automodelismo de Fenda (em inglês: Slot Car), é o modelismo elétrico de automóveis de corrida em pistas especialmente fabricadas para o esporte ou entretenimento, com carros em escalas 1/32 ou 1/24.

## História
Na versão profissional, os carros andam em pistas que podem chegar a quase 50 metros de comprimento, podendo ser praticado por pessoas de qualquer idade independente de habilidades especiais, e no autorama amador, vendido em lojas, a pista é feita de peças de plástico que se encaixam. O autorama (brinquedo da Estrela) é uma mini-pista de corrida com carrinhos movidos a pilha, foi produzido comercialmente pela primeira vez nos EUA em 1912 pela Lionel. 
O brinquedo chegou ao Brasil em 1963, pela loja Mobral Modelismo em São Paulo, que começou a importá-los. No ano seguinte a Estrela, licenciada pela Gilbert dos EUA, começou a produzi-los nacionalmente. O autorama ganhou nova versão no Brasil, com a estreia de Emerson Fittipaldi na Fórmula 1. No Autorama Emerson Fittipaldi, o brinquedo ganhou versão elétrica. A mesma versão foi estendida para as versões seguintes, sempre com nomes de pilotos brasileiros que estavam em evidência na Fórmula 1, como Nélson Piquet, Ayrton Senna e Rubens Barrichello.
O tempo de volta em uma pista oficial modelo Blue King que tem 47,24 m (155 pés) de extensão é feito em apenas 1,4 segundo e os carros mais rápidos aceleram de 0 a 100 km por hora em 0,4 segundos. Por isso ele é considerado o esporte a motor mais rápido do mundo em aceleração.
Atualmente existem campeonatos oficiais no mundo todo sendo os pricinpais o Campeonato Nacional Americano, o Campeonato Mundial, o Campeonato Europeu e o Campeonato Brasileiro. Temos no Brasil o maior e considerado melhor fabricante do mundo de pistas de madeira, a Slot Car Brasil.